# Roystonea altissima
Roystonea altissima là loài thực vật có hoa thuộc họ Arecaceae. Loài này được Philip Miller miêu tả khoa học đầu tiên năm 1768 dưới danh pháp Palma altissima. Năm 1935 Liberty Hide Bailey đặt danh pháp Roystonea jamaicana cho loài này, do không biết mô tả trước đó của Miller. Năm 1963 Harold Emery Moore đồng nghĩa hóa loài do Bailey mô tả với loài do Miller mô tả và tạo ra tổ hợp danh pháp mới là Roystonea altissima.